# Babylon Berlin
Babylon Berlin är en tysk kriminalserie från 2017, baserad på kriminalromaner av den tyske författaren Volker Kutscher.

## Handling
Serien utspelar sig från 1929 och framåt i Berlin under Weimarrepublikens sista år. Kriminalinspektören och krigsveteranen Gereon Rath anländer till Berlin från Köln för att assistera Berlins kriminalpolis i en brottshärva rörande sedlighetsbrott. Samtidigt drömmer Charlotte Ritter om att bli Berlins första kvinnliga mordutredare. Detta sker i en tid då samhället skakas av ekonomisk oro och politisk extremism.

### Säsong 1
Säsongen baseras på första halvan av romanen Babylon Berlin. Året är 1929 och Weimarrepubliken lider av tilltagande problem, såväl ekonomiska som de påföljande politiska, genom den ständigt ökande radikaliseringen av extremhöger- och extremvänsterorganisationer. Kriminalutredaren Gereon Rath rekryteras till Berlinpolisen från Köln. Rath är krigsveteran från första världskriget och lider av posttraumatiskt stressyndrom som en följd av sina upplevelser i kriget. Rath lär känna skrivmaskinisten Charlotte Ritter på Berlins polismyndighet och börjar utreda ett sedlighets- och utpressningsfall tillsammans med Ritter och Berlinkriminalaren Bruno Wolter. Under utredningens gång kommer de i kontakt med narkotika, politiska intriger, mordkomplotter och extremism. En av de centrala skådeplatserna för handlingen är Moka Efti, en stor restaurang och nattklubb i Berlin, där Charlotte Ritter arbetar illegalt som prostituerad; Bruno Wolter är en av hennes kunder. Raths utredning vidgas snart från ett vanligt sedlighetsfall till att omfatta de våldsamma striderna mellan trotskister och stalinister, illegal vapenhandel och Blutmaioroligheterna.

### Säsong 2
Säsongen baseras på andra halvan av romanen Babylon Berlin. I SVT visades denna säsong som andra halvan av säsong 1. Kommissarie Rath förflyttas från sedlighets- till kriminalpolisen under ledning av den legendariske mordutredaren Ernst Gennat, för att där med hjälp av Charlotte Ritter och Stephan Jänicke understödja den republiktrogne chefen för Fristaten Preussens hemliga polis, August Benda. Benda samlar bevis för författningsfientliga aktiviteter hos högt uppsatta medlemmar av Schwarze Reichswehr, för att därigenom förhindra högernationalistiska statskupper. Snart visar det sig att Raths tidigare kollega Bruno Wolter är inblandad i Schwarze Reichswehrs aktiviteter, så att han i hemlighet motarbetar Raths och Bendas utredning och till och med mördar Jänicke. Trots omfattande bevisning släpps de redan gripna kuppmakarna inom Schwarze Reichswehr på order av rikspresident Paul von Hindenburg, så att Bendas arbete därigenom omintetgörs. Benda mördas genom en bomb placerad i hans skrivbord i hemmet. Greta, Charlotte Richters väninna, som arbetar som hembiträde i Bendas hushåll, var inblandad i dådet, vilket hon förmåtts till av förmodade kommunistiska vänner, som i själva verket är nazister. Rath försöker fortsätta Bendas arbete och dödar Wolter i strid. Rath blir i slutet av säsongen befordrad inom polisen, medan Charlotte Ritter uppnår sitt mål att anställas som kriminalassistent.

### Säsong 3
Säsongen baseras på romanen Den stumma döden. I SVT visades denna säsong som säsong 2. Rath och hans kollegor utreder en serie mord under inspelningen av en ny film i Studio Babelsberg. Den första huvudrollsinnehavaren, Betty Winter, dödas då en strålkastare faller i inspelningsstudion och senare mördas även hennes två ersättare i rollen. "Armeniern" har investerat två miljoner riksmark i filmen och är mån om att inspelningsarbetena ska fortsätta.
Greta Overbeck tvingas av Bendas efterträdare Wendt att ändra sitt vittnesmål om att hon förmåtts att medverka i mordet på Benda av nazister i förklädnad. Hon döms till döden för mordet på Benda.
Säsongen avslutas med inledningen till börskraschen 1929.

### Säsong 4
Nyårsafton 1930/1931 och den ökande fattigdomen i det tyska samhället gör att nazismen är på frammarsch och vissa medlemmar av poliskåren har blivit medlemmar i NSDAP och tar lagen i egna händer. Detta händer då en ung hemlös pojke grips när han gör ett inbrott i ett varuhus och blir mördad av en polisman. Goldstein, en känd amerikansk judisk förmögen gangster dyker upp i Berlin för att hämta sin fars stulna egendom och hämnas hans död. En maktkamp mellan de underjordiska gängen i Berlin pågår samtidigt.

## Om serien
Med en budget på 38 miljoner euro har serien blivit den mest påkostade icke-engelskspråkiga TV-serien hittills.
SVT visade, precis som brittiska Sky 1, de två första säsongerna 2019 som åtta långfilmsavsnitt istället för 16 delar à 45 minuter.
Sommaren 2021 visade SVT säsong 3 av serien, då kallad "säsong 2", eftersom kanalen tidigare visat (internationellt benämnda) säsong 1 och 2 som en gemensam.

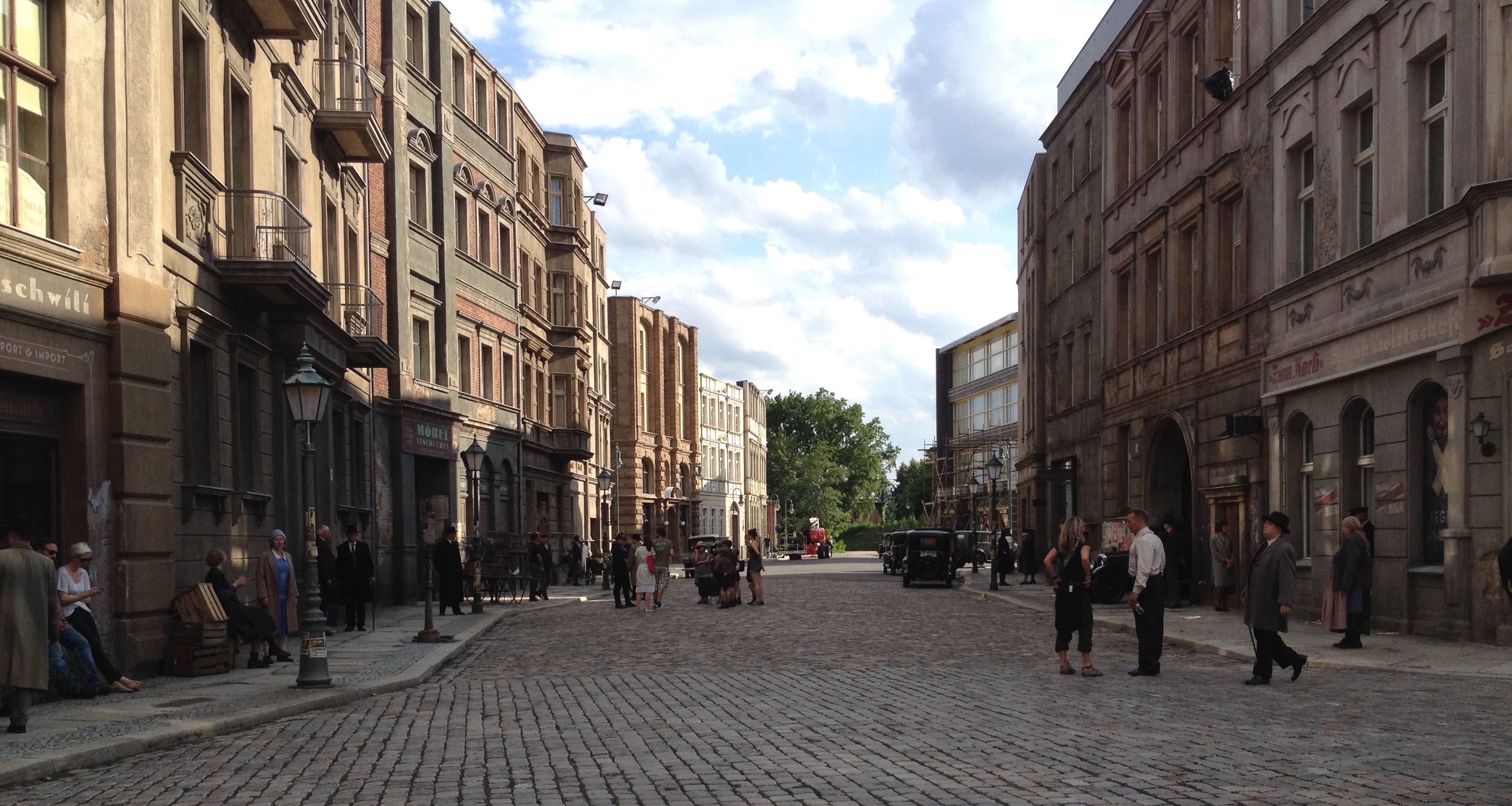
Filmkuliss i Studio Babelsberg under inspelning av Babylon Berlin

## Rollista i urval
- Volker Bruch – Gereon Rath, kriminalkommissare
- Liv Lisa Fries – Charlotte Ritter, kriminalassistent
- Peter Kurth – Bruno Wolter, poliskommissarie
- Matthias Brandt – August Benda, chef för preussiska säkerhetspolisen
- Leonie Benesch – Greta Overbeck, hembiträde hos August Benda
- Severija Janusauskaite – Svetlana Sorokina, nattklubbssångerska
- Ivan Shvedoff – Aleksej Kardakov, marxistisk älskare till Svetlana
- Lars Eidinger – Alfred Nyssen, industrimagnats son
- Anton von Lucke – Stephan Jänicke, kriminalassistent
- Hannah Herzsprung – Helga Rath, Gereons brors f.d. fru
- Mišel Matičević – Edgar "Armeniern" Kasabian
- Fritzi Haberlandt – Elisabeth Behnke, hyresvärdinna för bl.a. Gereon Rath och Samuel Katelbach
- Karl Markovics – Samuel Katelbach, journalist
- Ernst Stötzner – generalmajor Seegers
- Jördis Triebel – Dr. Völcker, kommunistledare
- Sebastian Urzendowsky – Max Fuchs, järnvägsarbetare, kontakt till "Armeniern"
- Ronald Zehrfeld – Walter Weintraub, affärspartner till "Armeniern"
- Meret Becker – Esther Kasabian, fru till Edgar "Armeniern"
- Saskia Rosendahl – Dotter till Generalmajor Seegers
- Hanno Koffler – Nazistledare
- Mark Ivanir – Goldstein